# Leuckart-Wallach-reactie
De Leuckart-Wallach-reactie is een chemische reactie waarbij een keton of aldehyde (1) wordt omgezet tot een amine (3) in aanwezigheid van ammoniak en mierenzuur. Veelal wordt bij de reactie ammoniumformiaat gebruikt, dat tijdens de reactie dissocieert in ammonia en mierenzuur. De reactie kan toegepast worden met ammonia en primaire en secundaire amines. De reactie verloopt middels het ontwijken van koolstofdioxide uit het reactiemengsel. De algehele omzetting van de carbonyl-functionaliteit tot amine wordt ook wel een reductieve aminering genoemd.
Een voorbeeld is de dimethylering van benzylamine door het te verwarmen in een mengsel van formamide en mierenzuur. Een ander voorbeeld is de reductieve aminering van acetofenon met ammoniumformiaat tot de N-formyl-verbinding. Dit intermediair wordt gehydrolyseerd met zoutzuur, waarna het 1-fenylethylamine geïsoleerd kan worden.

## Reactiemechanisme
In de eerste stap vindt een condensatie plaats van de carbonylverbinding met het amine. Er ontstaat hierbij een Schiffse-base. Na de afsplitsing van water ontstaat een door resonantie gestabiliseerd ion, dat reageert met het mierezuur. Bij de reductie ontwijkt koolstofdioxide aan het reactiemengsel en verloopt de reactie.